# Matadero de Tortosa
El antiguo Matadero de Tortosa es un edificio de Tortosa (Bajo Ebro) protegido como bien cultural de interés local. Desde el año 2012 aloja el Museo de Tortosa.

## El edificio
Es un edificio modernista situado entre la avenida de Felipe Pedrell y el Ebro, en los terrenos ganados al río a finales del siglo XIX cerca del barrio de Remolins.

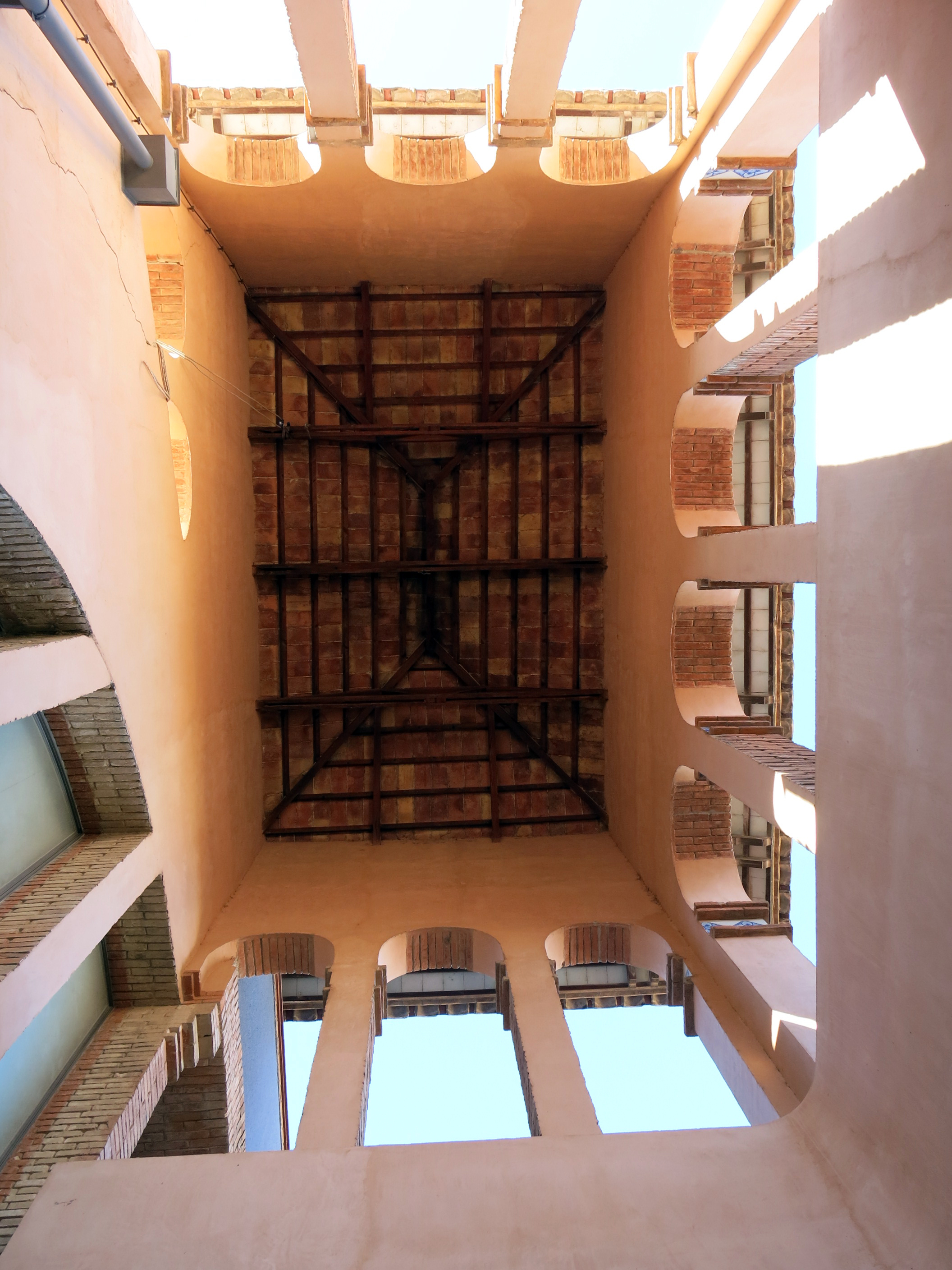
Interior de una de las torres

Conforma un recinto rectangular donde se distribuyen diferentes pabellones de idéntica forma geométrica y con los mismos patios interiores de comunicación. Los alzados, que combinan sectores enlucidos con otros de ladrillo y de recubrimientos cerámicos decorativos, presentan aperturas de arco de medio punto en los muros secundarios y de inspiración califal en los sectores superiores.
Las cubiertas son de tejados a dos vertientes con teja árabe, que a los extremos de los diferentes cuerpos suelen quedar disimuladas por plafones de ladrillo de perfil escalonado.
El cuerpo principal, por el cual se accede al recinto, es paralelo al río y resto enmarcado a los dos extremos por sendas torres rectangulares con tejado a cuatro vertientes, abiertas mediante ventanales de medio punto peraltados. La fachada de este cuerpo de acceso tiene a la planta baja un porche abierto mediante arcos escarzanos de ladrillo. Al primer piso hay tres grandes arcadas con luz dividida por pilares de ladrillo y celosías intermedias de ladrillo calado. Sobre el central, las inscripciones Matadero Público (desaparecida a raíz de la remodelación como museo municipal), Año 1908 y el escudo de Tortosa. En las aplicaciones cerámicas predominan el color verde y azul. Se  combinan los temas vegetales y los geométricos. El acceso es delimitado a la fachada por una valla de rejas entre pilares de ladrillo sobre una base de piedra.

## Historia y uso actual
El proyecto fue realizado el 1905 por Pablo Monguió, La primera piedra se colocó el 29 de agosto de 1907. Las obras acabaron en 1908. Se considera uno de los edificios más importantes del modernismo en la Cataluña meridional.
El edificio se usó como matadero municipal hasta el 1997. Después de años de remodelación y restauración, el 2012 se  alojó el Museo de Tortosa, antes instalado en la iglesia de Santo Domingo (conjunto de los Reales Colegios). El museo consta de seis ámbitos donde se explica la historia de la ciudad y las Tierras del Ebro, desde la prehistoria hasta la actualidad.
También hay instaladas algunas oficinas relacionadas con turismo y los servicios técnicos de Cultura.